# 공연

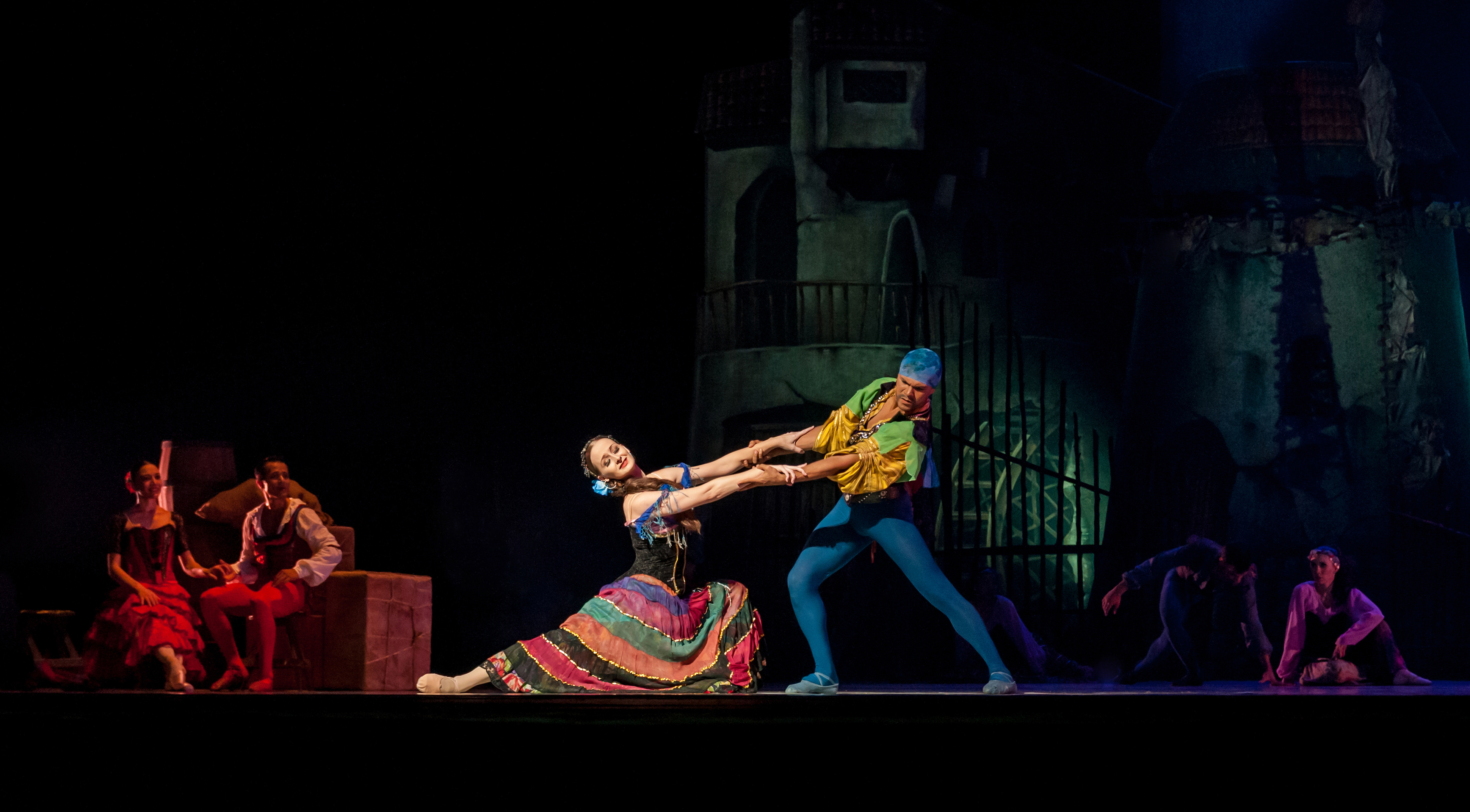
돈키호테 무대 공연

공연(公演) 또는 퍼포먼스(performance)는 지식, 기술, 능력을 응용하여 작업을 완수하는 것으로 공연 예술에서 공연자가 여러 관객 앞에서 하는 행위를 말한다. 특히 음악의 공연은 연주라고 한다.

## 예술
공연 예술에서 공연은 일반적으로 공연자 또는 공연자 그룹이 관객에게 하나 이상의 예술 작품을 선보이는 이벤트로 구성된다. 기악과 연극에서 공연은 일반적으로 "연극"으로 묘사된다. 일반적으로 출연자들은 사전에 리허설에 참여해 작품을 연습한다.
효과적인 성과는 공연자가 달성한 기술과 역량, 즉 기술 및 지식 수준에 따라 결정된다. 1994년에 스펜서(Spencer)와 맥클랜드(McClelland)는 역량을 "공연자가 자신을 일반적인 공연자와 차별화하는 데 도움이 되는 동기, 특성, 자기 개념, 태도, 인지 행동 기술(내용 지식)의 조합"으로 정의했다. 공연은 배우가 공연하는 방식도 설명한다. 단독으로 마임 예술가, 코미디언, 요술사, 마술사 또는 기타 연예인을 지칭할 수도 있다.

## 공연의 상태
윌리엄스(Williams)와 크레인(Krane)은 이상적인 공연의 상태를 다음과 같은 특성을 갖는 정신 상태로 정의한다.
- 두려움의 부재
- 성과에 대해 생각하지 않음
- 활동에 대한 적응적 집중
- 수월함과 자신감 또는 자기효능감에 대한 믿음
- 개인적 통제감
- 시간이 영향을 미치지 않는 시간과 공간의 왜곡

## 종류
- 연주회
- 리사이틀
- 희곡
- 오페라
- 발레, 춤
- 뮤지컬
- 서커스
- 마술
- 인형극

## 같이 보기
- 공연장
- 합창
- 서커스
- 연극(희곡)
- 오락
- 오페라(오페레타)
- 음악회
- 수행성
- 집행 기능
- 행위 예술
- 스토리텔링
- 스타디움